# Eilicrinia aestiva
Eilicrinia aestiva är en fjärilsart som beskrevs av Hans Rebel 1903. Eilicrinia aestiva ingår i släktet Eilicrinia och familjen mätare. Inga underarter finns listade i Catalogue of Life.